# 頭長筋
頭長筋（とうちょうきん、英語: longus capitis muscle）は頚部の筋肉のうち、頚堆と後頭骨正中よりの間を長く繋いでいる筋肉である。頭を前方に曲げる作用を持つ。
頭長筋の起始は、第3から第6頚堆の横突起から起こり、後頭骨の底部に停止する。